# Гари Коулман
Гари Уейн Коулман (на английски: Gary Wayne Coleman) е американски актьор.

## Биография
Той е роден на 8 февруари 1968 година в Зайън, Илинойс. Става известен с детската си роля в комедийния телевизионен сериал Diff'rent Strokes, излъчван през 1978 – 1986 година. След това участва в телевизионни предавания и филми, но с малък успех, и изпитва значителни финансови трудности.
На 26 май 2010 г. Гари Коулман е приет в болница, след като пада по стълбите в дома си, в резултат на което получава епидурален хематом. Възможно е преди падането да е получил пристъп. Коулман умира на 28 май 2010 г. в Проувоу, Юта.